# صرفا (الكرك)
صرفا منطقة سكنية تقع في لواء فقوع، محافظة الكرك في الأردن. تنتمي المنطقة لقضاء فقوع الذي يضم 6 مناطق. يقدر عدد سكانها بـ 4873 نسمة حسب إحصاء 2015.

## الوصلات الخارجية
- دائرة الاحصاءات العامة